# PAUWES
Das Institut der Panafrikanischen Universität für Wasser- und Energiewissenschaften (inklusive Klimawandel) (englisch Pan African University Institute of Water and Energy Sciences (including Climate Change)) ist eines der fünf Hub-Einrichtungen der Panafrikanischen Universität (PAU), einer Netzwerkuniversität, die das Niveau von Hochschulbildung, Wissenschaft und Technologie in Afrika auf akademisch hohem (Exzellenz-)Niveau ausbauen will. Die PAU ist eine Initiative der Afrikanischen Union (AU) und besteht aus fünf Netzwerkinstituten in den fünf afrikanischen Regionen Nord-, Ost, Süd-, West- und Zentralafrika sowie einem Rektorat in der äthiopischen Hauptstadt Addis Abeba. Jedes der Institute wird von einem internationalen Partner unterstützt.
PAUWES ist an der Abou-Bekr-Belkaid-Universität Tlemcen in Algerien angesiedelt und ist das Netzwerkinstitut für den nordafrikanischen Raum. Der Aufbau von PAUWES sowie des PAU-Rektorats werden von Deutschland unterstützt.

## Deutscher Beitrag
Um den Aufbau der Panafrikanischen Universität zu begleiten, wurde in Deutschland 2010 eine PAU-Steuerungsgruppe unter Federführung des Bundesministeriums für wirtschaftliche Zusammenarbeit und Entwicklung gegründet. Beteiligt sind das Bundesministerium für Bildung und Forschung, das Auswärtige Amt, die Deutsche Gesellschaft für Internationale Zusammenarbeit, die KfW-Entwicklungsbank sowie der Deutsche Akademische Austauschdienst.
Die Bundesrepublik hat die Partnerschaft für die Themenbereiche Wasser, erneuerbare Energie sowie Klimawandel übernommen und unterstützt den institutionellen Aufbau des PAUWES-Instituts in Algerien. Die Zusammenarbeit soll über entwicklungspolitische Instrumente hinausgehen und auch die Hochschul- und Forschungskooperation mit deutschen und internationalen Partnern umfassen. Die Praxisrelevanz von Lehre und Forschung soll zudem durch die enge Zusammenarbeit mit dem Privatsektor sichergestellt werden. Der Studienbetrieb am PAUWES-Institut wurde im Oktober 2014 aufgenommen.
Im Sommer 2014 wurde eine erste Hochschulkooperation von PAUWES mit einem deutschen Hochschulkonsortium vereinbart. Das Konsortium besteht aus der Fachhochschule Köln, dem Zentrum für Entwicklungsforschung Bonn und der Universität der Vereinten Nationen in Bonn.
Die Bundesrepublik unterstützt den Aufbau der Panafrikanischen Universität mit insgesamt 29 Millionen Euro.